# Pissu Leten
Pissu Leten (Pissuleten, Pissu Lete, deutsch „Ober-Pissu“) ist eine osttimoresische Aldeia im Suco Lauhata (Verwaltungsamt Bazartete, Gemeinde Liquiçá). 2015 lebten in der Aldeia 670 Menschen.

## Geographie
Pissu Leten reicht vom Zentrum des Sucos Lauhata bis an seine Südgrenze. Westlich liegt die Aldeia Pissu Craic, nördlich die Aldeia Raucassa und östlich die Aldeia Caimegulo. Im Süden grenzt Pissu Leten an den Suco Fatumasi.
Eine kleine Straße führt von Norden nach Süden durch die Aldeia. An ihr liegt das Dorf Pissu Leten.

## Politik
2023 wurde Benedito Soares Barreto zum Chefe de Aldeia gewählt.